# Səlahət Ağayev
Səlahət Ağayev (ur. 4 stycznia 1991 w Füzuli) – azerski piłkarz, grający na pozycji bramkarza w azerskim klubie Sabah Baku.
W seniorskiej reprezentacji Azerbejdżanu zadebiutował w 2010.